# Acanthicus
Acanthicus és un gènere de peixos pertanyent a la família dels loricàrids. El nom prové del grec akanthikos (espinós).

## Descripció
- Coloració generalment negra (de vegades gris) i amb taques blanques de manera ocasional. L'abdomen té el mateix color que la resta del cos.
- Absència d'aleta adiposa.
- Abdomen recobert de petites plaques.
- Aleta caudal força forcada amb el lòbuls de la mateixa longitud.
- Cinc fileres de plaques al peduncle caudal.
- Espines de les aletes pectorals molt llargues.
- La bufeta natatòria és emprada per a la producció de sons.[5]

## Distribució geogràfica
Es troba a Sud-amèrica a les conques dels rius Amazones, Orinoco i Tocantins.

## Taxonomia
- Acanthicus adonis (Isbrücker & Nijssen, 1988)[9]
- Acanthicus hystrix (Agassiz, 1829)[1]